# Paul-Augustin Deproost
Paul-Augustin Deproost (n. 1956) este un profesor universitar în Belgia, care activează la Universitatea Catolică din Louvain, specialist în filologie clasică.